# Arvind Shah

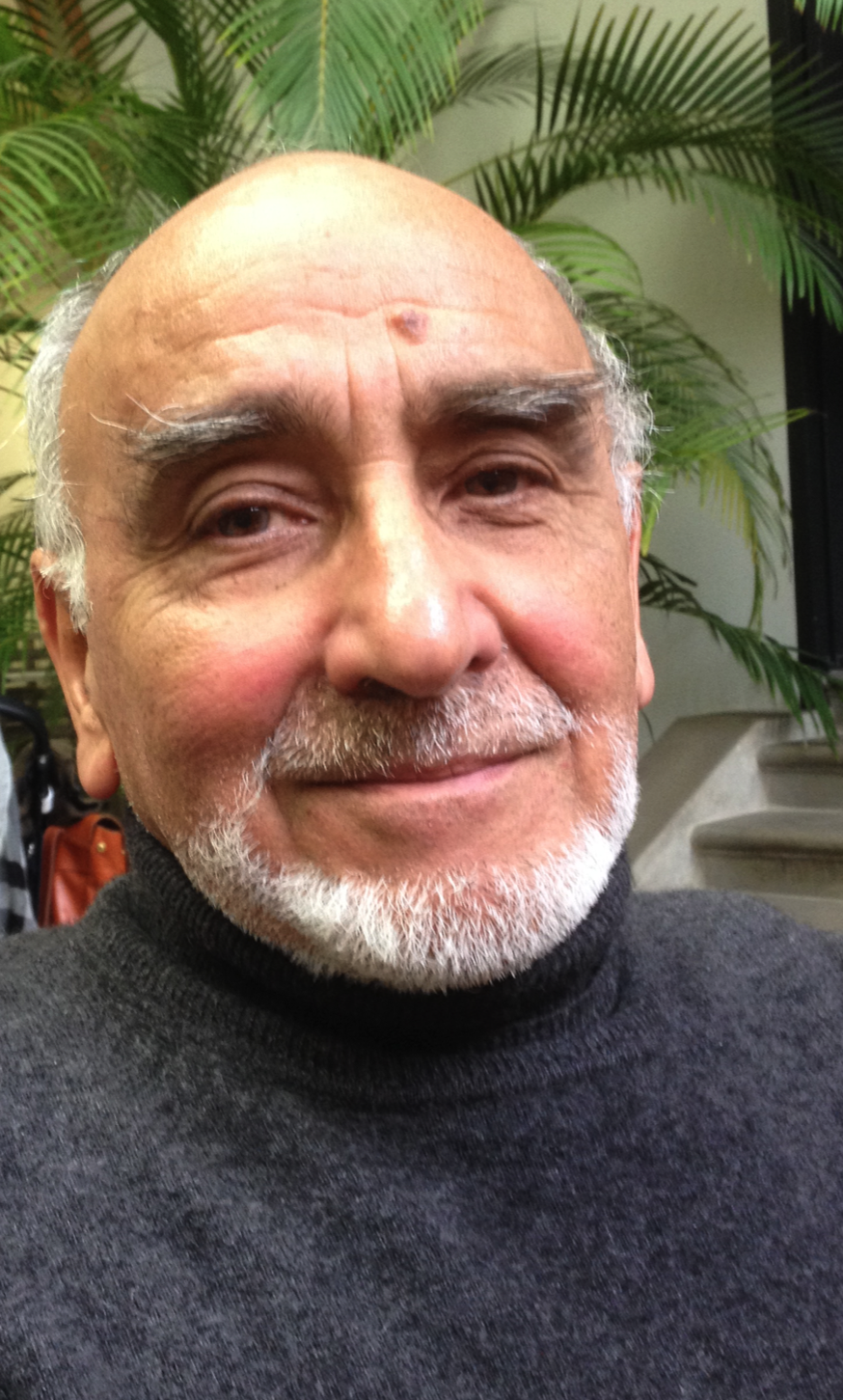
Porträt von Arvind V. Shah (2018)

Arvind Victor Shah (geboren 1940 in Indien) ist ein Schweizer Elektroingenieur, Dozent und Wissenschaftler. Shah gründete 1974 das Centre for Electronics Design and Technology (CEDT) am Indian Institute of Science, Bangalore. Dort war er mitverantwortlicher Direktor während der ersten vier Jahre des Bestehens. Anschliessend wurde er als ordentlicher Professor für Elektronik an die Universität Neuenburg in der Schweiz berufen. Um seine Arbeiten auf dem Gebiet der Photovoltaik besser abstützen zu können, gründete er 1985 das Photovoltaiklaboratorium als Teil des Institute of Microtechnology (IMT) in Neuenburg. Zusätzlich wurde Shah Professor mit Teilzeitpensum für Elektronikmaterialien an der École polytechnique fédérale de Lausanne (EPFL). Zusammen mit seinem Team am IMT entwickelte er einen neuartigen Typ einer Dünnfilm-Solarzelle, genannt Micromorph-Tandemsolarzelle.

## Leben
Sein Vater war Inder, seine Mutter Tessinerin aus der Südschweiz. Seine Familie verliess Indien 1945 und zog 1948 nach Zürich. Er besuchte die Schulen in Zürich und studierte Elektrotechnik an der ETH Zürich. Dort schloss er 1964 als Diplomingenieur ab und wurde 1969 am Institut für Angewandte Physik bei Ernst Baumann promoviert.
Arvind Shah ist mit Brigitte Shah verheiratet und hat drei Töchter.

## Laufbahn
Shah blieb bis 1975 als Chefassistent, Dozent und Koordinator von Projekten zur Zusammenarbeit mit lokalen Industriefirmen am Institut für Technische Physik der ETH.
Während dieser Zeit arbeitete er auch an einem Vorhaben zur Förderung der Ausbildung von Ingenieuren in Indien. Die notwendige Unterstützung suchte er bei der Schweizer Direktion für Entwicklung und Zusammenarbeit (DEZA) und bei der zuständigen Behörde in Indien (Electronics Commission of the Government of India). Beide Organisationen wurden sich einig, in Bangalore ein neues Elektronikzentrum als Teil des Indian Institute of Science aufzubauen. Shah zog deswegen nach Bangalore, um zusammen mit seinem indischen Kollegen B. S. Sonde das neugegründete Centre for Electronics Design and Technology (CEDT) zu leiten.
Anschliessend folgte er 1979 einer Berufung als Professor an die Universität Neuenburg in der französischsprachigen Schweiz. Er spezialisierte sich auf Materialtechnologie und Dünnfilmtechnik für Anwendungen in der Optoelektronik. Sein Team entwickelte einen Prozess zur Beschichtung mittels Very High Frequency Plasma Deposition (VHF Plasma). Mit Hilfe dieses Verfahrens konnte sein Team mikrokristalline Siliziumschichten für Solarzellen erzeugen. Durch Kombination mit einer amorphen Siliziumschicht entwickelte die Gruppe 1994 eine neuartige Tandem-Solarzelle unter dem Namen Micromorph Solar Cell. Vorteil dieser neuen Art von Solarzellen ist der hohe Wirkungsgrad der optoelektrischen Umwandlung über ein breites Spektrum von Infrarot und sichtbarem Licht. Um diese Erfindung industrialisieren zu lassen, suchte Shah geeignete Lizenznehmer. Die Herstellung entsprechender Fertigungseinrichtungen übernahm ab 2003 die auf Beschichtungstechnik spezialisierte Schweizer Firma Oerlikon Balzers. Später wurden diese Aktivitäten von der japanischen Firma Tokyo Electron (TEL) übernommen und wurden Teil der TEL Solar Division.

## Auszeichnungen
- Zusammen mit Johannes Meier erhielt Shah 2005 den Swiss Solar Prize.
- Shah wurde 2007 mit dem Becquerel-Preis für sein Lebenswerk auf dem Gebiet der Solarzellen ausgezeichnet. Dieser Preis der Europäischen Kommission wird jährlich einer Persönlichkeit verliehen, die sich über längere Zeit um die Photovoltaik verdient gemacht hat.[12]

## Emeritierung
Shah ging 2005 bei der Universität in den Ruhestand. Anschliessend war er als Berater von Firmen und Organisationen in verschiedenen Ländern tätig. Zudem wurde er in der Grünen Partei der Schweiz aktiv. Er äusserte sich kritisch zu den eingeführten Schweizer Regeln für die Förderung von alternativen Energien.

## Publikationen
- Arvind V. Shah ist Autor oder Koautor von über 370 wissenschaftlichen Publikationen (meistens auf Englisch; über 9000 Mal referenziert).[15]

- Arvind Shah (Hrsg.): Thin-Film Silicon Solar Cells. EPFL Press, 2010, 430 S. (englisch). ISBN 978-2-940222-36-0

- Arvind Shah (Hrsg.): Solar Cells and Modules. Springer Series in Materials Science, Band 301, 2020, 366 S. (englisch). ISBN 978-3-030-46485-1

- Einige seiner Publikationen waren für das allgemeine Publikum bestimmt, um die Rolle der elektrischen Energie zu erklären und Empfehlungen für die schweizerische Energiepolitik abzugeben.[14][16]